# Ivans Bugajenkovs
Ivans Bugajenkovs (který musel vystupovat pod ruskou verzí svého jména Ivan Bugajenkov) (* 18. února 1938 Burlackij) je bývalý lotyšský volejbalista, který reprezentoval Sovětský svaz. Se sovětskou volejbalovou reprezentací získal zlatou olympijskou medaili na hrách v Tokiu roku 1964 a na olympiádě v Mexiku roku 1968. Krom toho se s ní dvakrát stal mistrem světa (1960, 1962) a mistrem Evropy z roku 1967. Ze světového šampionátu má i jeden bronz (1966), stejně jako z mistrovství Evropy (1963). Roku 1965 si připsal triumf ve Světovém poháru. Za reprezentaci nastupoval v letech 1960–1968. Celou svou kariéru (1959-1970) strávil v jediném klubu: Radiotehniķis Riga, s nímž to čtyřikrát dotáhl na stříbrnou příčku v sovětské lize (1960, 1962, 1965, 1966). V roce 2009 byl uveden do mezinárodní volejbalové síně slávy.
Po ukončení své závodní kariéry učil v letech 1970-1976 na Lotyšském státním institutu tělesné výchovy a poté v letech 1976-1991 na katedře tělesné kultury Rižské letecké univerzity. Přes 16 let (1991-2007) pak působil v Íránu, jako generální manažer všech věkových skupin íránského volejbalu, roku 1993 byl trenérem íránského mužského reprezentačního týmu.